# Lillehammer museum
Lillehammer museum är en norsk stiftelse som driver fem enskilda museer samt kunskapscentrum Norsk Håndverksinstitutt. 
Lillehammer museum är också hälftendelägare, tillsammans med Norsk Folkemuseum, till företaget KulturIT, som driver Kulturnav. Anders Sandvig påbörjade 1887 insamling av föremål. Samlingen flyttade 1904 till Maihaugen, och runt Maihaugen har sedan 2011 flera museienheter samlats under en hatt.

## Enheter under Lillehammer museum
- Maihaugen
- Norges Olympiske Museum
- Aulestad, Bjørnstjerne Bjørnsons hem
- Bjerkebæk, Sigrid Undsets hem
- Postmuseet
- Norsk Håndverksinstitutt (tidigare Senter for immateriell kulturarv och Norsk handverksutvikling)